# Георг Фридрих Вальдекский
Георг Фридрих Вальдекский (нем. Georg Friedrich von Waldeck; 31 января 1620, Арользен — 19 ноября 1692, Арользен) — князь Вальдекский, граф Пирмонтский, Вальдек-Айзенбергский и Кулемборгский (1664—1692), имперский фельдмаршал (3 сентября 1682) и голландский генерал-капитан (1672).

## Биография
Представитель немецкого графского рода Вальдек. Четвёртый сын Вольрада IV (1588—1640), графа Вальдека, и Анны Баден-Дурлахской (1587—1649).
Георг Фридрих вместе с двумя братьями начал военную службу в 1641 году в голландской армии.
В 1651 году в начале войны за Клевское наследство Георг Вальдекский в чине генерал-майора перешел на службу в бранденбургскую армию, но после заключения мира оставил службу.
В 1652 году вторично был приглашен на службу к бранденбургскому курфюрсту Фридриху Вильгельму, который пожаловал ему 28 августа 1657 чин генерал-лейтенанта и сделал его членом Тайного совета. Георг Вальдекский дослужился до звания министра и принимал активное участие в управлении Бранденбургом. Полностью изменил политику Бранденбурга, отказался от союза со Священной Римской империей и вступил в коалицию с протестантскими князьями.
В 1656 году Георг Фридрих Вальдекский способствовал заключению союза между Бранденбургом и Швецией. В составе вспомогательного бранденбургского корпуса участвовал в военных действиях на территории Польши. В октябре 1656 года он командовал бранденбургским войском в неудачной битве под Простками. В трехдневной битве под Варшавой Георг Фридрих Вальдекский командовал бранденбургской кавалерией.
Когда в 1658 году курфюрст Фридрих Вильгельм Бранденбургский заключил мирный договор с Речью Посполитой, Георг Фридрих Вальдекский был отправлен в отставку. В звании генерала от кавалерии перешел на службу к шведскому королю Карлу X Густаву и в составе шведской армии участвовал в войне против Дании, но после заключения Оливского мира в 1660 году вышел в отставку.
В 1663 году в звании имперского рейхсфельдмаршал-лейтенанта под началом рейхсгенерал-фельдмаршала Раймунда Монтекуколли участвовал в разгроме османской армии в битве при Сентготтхарде.
В 1665 году возглавил армию герцога Георга Вильгельма фон Целле, руководил ей при осаде Брауншвейга, не желавшим признавать власть княжеского дома.
В 1664 году после смерти своего бездетного племянника Генриха Вольрада (1642—1664) Георг Фридрих Вальдекский унаследовал титулы графа Вальдек-Айзенберга и графа Кулемборга (1664—1692).
В 1668 году Георг Фридрих Вальдекский вновь вернулся на службу к бранденбургскому курфюрсту Фридриху Вильгельму.
24 октября 1672 года получил чин голландского фельдмаршала и оказал Вильгельму III Оранскому большие услуги в войне против Франции. Сделал много для организации голландской армии. В отсутствие Вильгельма III руководил войсками в Нидерландах.
В 1674 году участвовал в битве с французами при Сенефе, где был ранен. В 1675 году — посланник Соединенных провинций в Вене. В 1676 году продолжил участие в войне с Францией, исполнял функции начальника нидерландского штаба, участвовал в битвах при Монкасселе (1677) и Сен-Дени (1678).
После окончания Голландской войны (1672—1678) Георг Фридрих Вальдекский действовал удачно на дипломатическом поприще; устроил в 1681 году альянс германских князей, в 1682 году — Люксембургское соглашение, а в 1686 году — Аугсбургский договор, который был направлен против Франции.
В 1681 получил чин имперского генерал-фельдмаршала.
В 1682 году стал князем Священной Римской империи, тогда же 3 сентября смог получить звание имперского фельдмаршала.
В 1683 году командовал баварским контингентом и участвовал в разгроме османской армии под Веной, а в 1685 году, находясь на службе у герцога Лотарингии и курфюрста Баварии, сражался против турок-османов в Венгрии.
После отъезда Вильгельма III Оранского в Англию, где тот получил английскую королевскую корону, Георг Фридрих Вальдекский был назначен генерал-капитаном (главнокомандующим) голландской армии. В 1689 году во время новой войны против Франции он защищал Нидерланды и Рейнскую линию от французских войск. В том же году одержал победу над французской армией в битве при Валькуре, но 1 июля 1690 года потерпел тяжелое поражение в битве при Флерюсе от французского маршала Люксембурга. В сентябре 1691 года был вновь разгромлен Люксембургом в битве при Лёзе. После этого поражения Георг Вальдекский был начальником штаба голландской армии.
72-летний Георг Фридрих Вальдекский скончался 19 ноября 1692 года в Арольсене. Его владения унаследовала старшая дочь Луиза Анна (1653—1714), графиня Эрбах-Фюрстенауская.

## Семья
29 ноября 1643 года в Кулемборге женился на Елизавете Шарлотте (1626—1694), дочери графа Вильгельма Нассау-Зигенского (1592—1642) и Кристины Эрбахской (1596—1646). Их дети:
- Вольрад Кристиан (1644—1650)
- Фридрих Вильгельм (1649—1651)
- Луиза Анна (1653—1714), жена Георга IV, графа Эрбах-Фюрстенауского
- Шарлотта-Амалия (1654—1657)
- Карл Вильгельм (1657—1670)
- Карл Густав (1659—1678)
- София Генриетта (1662—1702), жена с 1680 года герцога Эрнста Саксен-Гильдбурггаузенского (1655—1715)
- Елизавета Альбертина (1664—1727), жена Филиппа Людвига, графа Эрбах-Эрбахского.